# Lathyrus grimesii
Lathyrus grimesii är en ärtväxtart som beskrevs av Rupert Charles Barneby. Lathyrus grimesii ingår i släktet vialer, och familjen ärtväxter. Inga underarter finns listade i Catalogue of Life.